# 紅鶴 (イチゴ)
紅鶴（べにづる）は、農林省園芸試験場久留米支場（福岡県久留米市、現・九州沖縄農業研究センター筑後・久留米研究拠点（久留米））で育種されたイチゴの品種。かつては、堀田ワンダーと共に日本におけるイチゴの促成栽培の主力品種であった。
1961年に登録された、促成栽培（ハウス栽培）用のイチゴ品種である。
花粉の稔性が低いために低気温などの不良環境下では奇形果が多発するという欠点がある。
福羽いちごを育成素材とした紅鶴や堀田ワンダーは、花芽分化が早く、休眠が浅いことから半促成栽培用が行われていた。しかし、露地栽培が行われる生食用の宝交早生のほうが品質は優れていたため、当時は宝交早生の収穫が始まると紅鶴や堀田ワンダーの価格は暴落していた。

## 参考書籍
- 施山紀男『日本のイチゴ』養賢堂、2010年。ISBN 978-4842504704。